# Autodestruição (engenharia)
Mecanismos de autodestruição em engenharia são mecanismos que em caso de risco de acidentes, queda de equipamentos, tecnologias ou suas informações secretas na mão de inimigos (no caso de atividades militares) permitem no projeto e construção a destruição após decisão ou situação automática.
São usados por exemplos em foguetes, sejam veículos lançadores de satélites artificiais, mísseis balísticos e aviões espiões não tripulados.
Normalmente, são constituídos de conjuntos de explosivos acionáveis por rádio de maneira segura, tanto para evitar a destruição acidental quanto para garantir a destruição.